# Эмерсон, Кит
Кит Ноэль Эмерсон (англ. Keith Noel Emerson; 2 ноября 1944, Тодморден, Уэст-Йоркшир, Англия — 11 марта 2016, Санта-Моника, округ Лос-Анджелес, Калифорния, Соединённые Штаты Америки) — британский клавишник и композитор. Наиболее известен как участник групп The Nice и Emerson, Lake & Palmer. Наряду с Джоном Лордом и Риком Уэйкманом признан одним из лучших клавишников в истории рок-музыки.

## Биография
Кит Эмерсон родился 2 ноября 1944 в английском городе Тодмордене. В детстве Кит получил музыкальное образование по классу фортепиано, а в юности увлёкся джазом. К тому времени, как ему исполнилось 14 лет, он уже был известен в своём городе. На Эмерсона оказали влияние как джазовые музыканты — Фэтс Уоллер, Оскар Питерсон, Дейв Брубек, Джек Макдафф, Джон Пэттон, так и классические композиторы — Иоганн Себастьян Бах, Дмитрий Шостакович, Пётр Чайковский и Модест Мусоргский. Позднее к ним добавятся блюзовые и рок-исполнители. Эмерсон переезжает в Лондон, где присоединяется к группе The V.I.P.'s. В 1965 году он оказался в составе Gary Farr and the T-Bones, аккомпанируя известным американским блюзменам. Осенью следующего года группа распалась, и Эмерсон, прорепетировав два месяца с The V.I.P.’s, принял предложение Эндрю Олдема возглавить группу сопровождения для британского турне американской соул-блюзовой певицы Пипи Арнолд.
В мае 1967-го Кит Эмерсон создаёт группу The Nice, в состав которой вошли басист и вокалист Ли Джексон, барабанщик Брайан Дависон, гитарист Дэвид О’Лист. Стиль группы сочетал в себе элементы классики, блюза, джаза и рока. Эмерсон окончательно остановил свой выбор на органе Хаммонда. The Nice выпустили несколько альбомов.

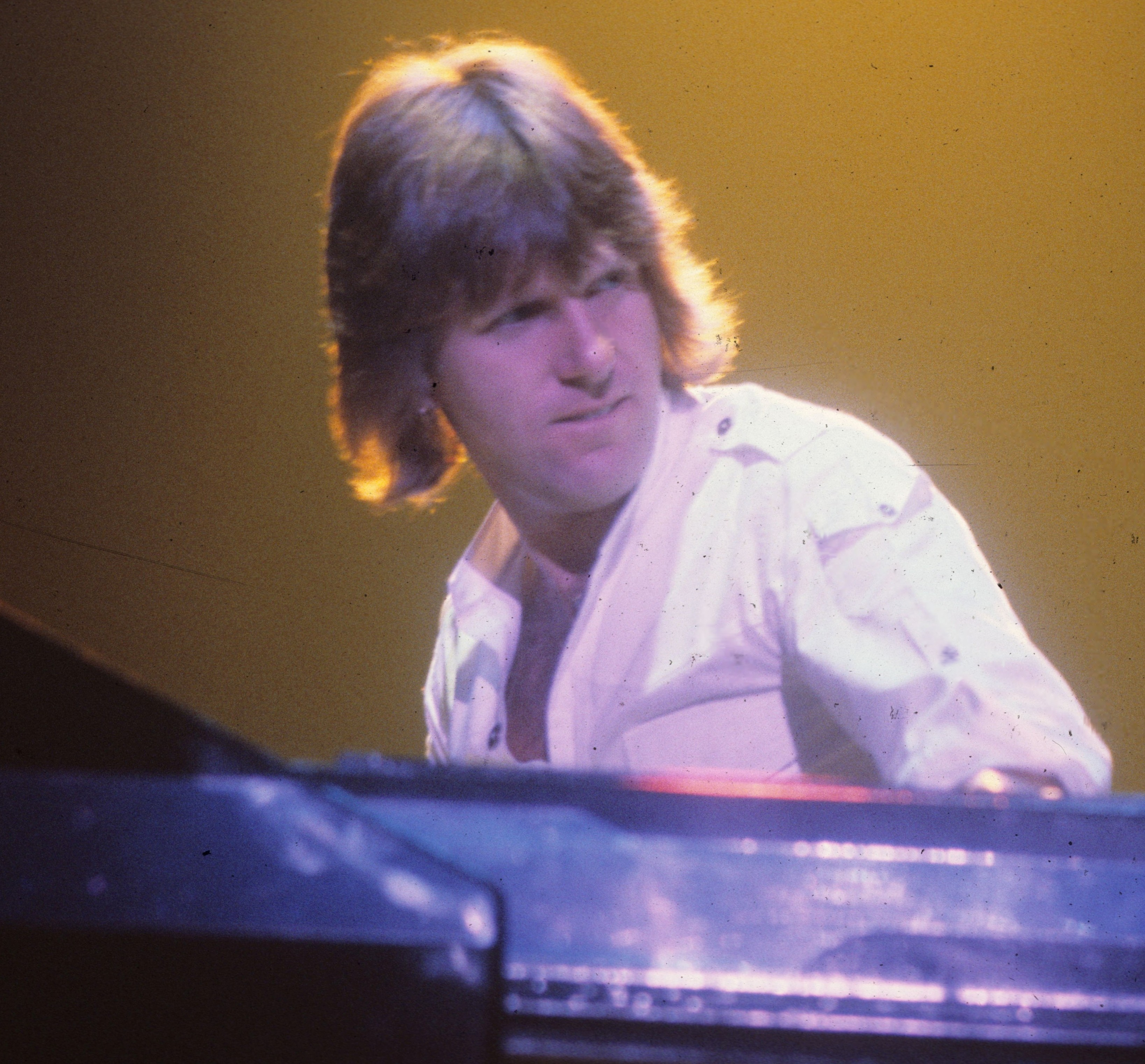
Кит Эмерсон в 1977 году

В 1970 году Кит Эмерсон совместно с Карлом Палмером и Грэгом Лейком создаёт ставшую легендарной группу Emerson, Lake & Palmer (ELP). Они стали популярны после своего дебюта на фестивале Isle Of Wight Festival. Трио объявило о своём появлении на сцене, выступив с агрессивной рок-адаптацией «Картинок с выставки» Мусоргского, которая завершалась выстрелом из пушки. ELP выпустили шесть платиновых альбомов между 1970 и 1977 годами, включая Emerson, Lake & Palmer, Tarkus, Trilogy, Welcome Back My Friends to the Show That Never Ends… и Works Vol. 1. Они возглавили грандиозный фестиваль California Jam в 1974 году, где выступали перед аудиторией более чем в 500 тыс. человек. Позже, в 1977 году, ELP совершили турне с симфоническим оркестром, который исполнял Piano Concerto No.1 Эмерсона. После этого ELP выпустили ещё два альбома — Works Vol. 2 и Love Beach, а затем распались в 1979 году.
Эмерсон продолжил сольную карьеру, несмотря на проблемы с нервами правой руки, из-за которых даже перенёс серьёзную операцию. Записал несколько пластинок с музыкой к фильмам. В 2008 году с музыкантом Марком Бонильей записал первый со времён ELP студийный сольный альбом, полностью выдержанный в стиле ELP, и провёл успешное турне в поддержку диска, включая Россию и страны Балтии. В 2009 году у музыканта обнаружилось заболевание — фокальная дистония, проявляющееся в мышечных спазмах и непроизвольных движениях. Последний альбом Эмерсона вышел в 2012 году под названием Three Fates Project («Три Парки»). Он записан с музыкантом Марком Бонильей и Мюнхенским оркестром радио. В него входят новые версии некоторых известных хитов Эмерсона, включая Tarkus, а также обработки классических музыкальных произведений.
В ночь с 10 на 11 марта 2016 года Кит Эмерсон застрелился в собственном доме в Санта-Монике. Тело с признаками самоубийства было обнаружено в 1:45.

## Дискография

### The Nice
- 1967 — The Thoughts of Emerlist Davjack
- 1968 — Ars Longa, Vita Brevis
- 1969 — Nice
- 1970 — Five Bridges
- 1971 — Elegy
- 1972 — Keith Emerson with The Nice
- 1973 — In Memoriam''
- 1977 — Greatest Hits
- 1992 — Nice Collection
- 1995 — The Immediate Years (3-CD Boxed Set)
- 1996 — America — The BBC Sessions
- 2004 — Vivacitas (Live in Glasgow 2002)

### Emerson, Lake & Palmer
- Emerson, Lake & Palmer
- Tarkus
- Pictures at an Exhibition
- Trilogy
- Brain Salad Surgery
- Welcome Back My Friends to the Show That Never Ends...
- Works Vol. 1
- Works Vol. 2
- Love Beach
- In Concert
- The Best of Emerson, Lake and Palmer
- Black Moon
- Live at the Royal Albert Hall
- Return of the Manticore
- In the Hot Seat
- Works Live
- Then And Now

### Другое
- Emerson, Lake & Powell
- 3: …to the Power of Three
- Ayreon: The Theory of Everything (2013)
- 3.2: The Rules Have Changed (2018) (посмертно)

### Сольные альбомы
- Honky
- Cream Of Emerson Soup (также известный как Changing States)
- The Christmas Album
- Inferno
- Nighthawks
- Murderock
- The Best Revenge
- La Chiesa
- Harmagedon
- Iron Man (ТВ)
- Emerson Plays Emerson
- Hammer It Out — The Anthology
- At The Movies
- Off The Shelf
- Godzilla: Final wars
- Keith Emerson Band featuring Marc Bonilla (август 2008)
- Three Fates Project. Keith Emerson Band featuring Marc Bonilla, Terje Mikkelsen and the Munich Radio Orchestra (2012)